# Bergen (Marathon)
Bergen es un pueblo ubicado en el condado de Marathon en el estado estadounidense de Wisconsin. En el Censo de 2010 tenía una población de 641 habitantes y una densidad poblacional de 7,11 personas por km².

## Geografía
Bergen se encuentra ubicado en las coordenadas 44°44′5″N 89°45′45″O / 44.73472, -89.76250. Según la Oficina del Censo de los Estados Unidos, Bergen tiene una superficie total de 90.18 km², de la cual 70.08 km² corresponden a tierra firme y (22.29%) 20.1 km² es agua.

## Demografía
Según el censo de 2010, había 641 personas residiendo en Bergen. La densidad de población era de 7,11 hab./km². De los 641 habitantes, Bergen estaba compuesto por el 99.06% blancos, el 0.16% eran afroamericanos, el 0.16% eran amerindios, el 0.31% eran asiáticos, el 0% eran isleños del Pacífico, el 0% eran de otras razas y el 0.31% pertenecían a dos o más razas. Del total de la población el 0.62% eran hispanos o latinos de cualquier raza.